# 1543 Буржуа
1543 Буржуа (1543 Bourgeois) — астероїд головного поясу, відкритий 21 вересня 1941 року.
Тіссеранів параметр щодо Юпітера — 3,298.